# Adolf Grape
Erik Adolf Grape, född 30 april 1844 i Gävle, död där 27 juni 1900, var en svensk läkare.  Han var son till Erik Daniel Grape och far till Anders Grape.
Grape blev student vid Uppsala universitet 1862, medicine kandidat 1869, medicine licentiat 1874 och medicine doktor 1877 på avhandlingen Om chronisk arsenikförgiftning. Han var tillförordnad provinsialläkare i Gävle distrikt 1876–1877, andre stadsläkare i Gävle 1882–1891 och förste stadsläkare där från 1891. Han ledamot i kommittén angående ökat statsanslag åt sinnesslöas uppfostringsanstalter 1893–1894. Han blev riddare av Nordstjärneorden 1891.
Genom donation av Grape inrättades 1890 i Gävles gamla lasarettsbyggnad från 1845 Adolf Grapes sjukhem. Detta fick sedermera karaktären av ett hem för så kallade pauvres honteux och namnändrades 1926 till Adolf Grapes minne. På grund av bristande ekonomi avvecklades inrättningen i början av 1970-talet, de kvarvarande boende överfördes till ett kommunalt ålderdomshem i Sätra och den gamla byggnaden överläts 1973 till Gävle kommun, som omedelbart lät riva den.
Adolf Grape är begravd på Gamla kyrkogården i Gävle.